# Innerer Bärenbartkogel
De Innere Bärenbartkogel (Italiaans: Cima Barba d'Orsa di Dentro) is een 3553 meter (volgens andere bronnen 3557 meter) hoge berg in de Weißkam in de Ötztaler Alpen in het Italiaanse Zuid-Tirol, vlak bij de grens met het Oostenrijkse Tirol, even ten westen van de Weißkugel, ingeklemd tussen de Bärenbartferner in het noordwesten, de Langtauferer Ferner in het noordoosten en de Matscher Ferner in het zuiden.
Met die hoogte is de Innere Bärenbartkogel hoger dan de naar het westen gelegen berg met een soortgelijke naam, de 3473 meter hoge Äußerer Bärenbartkogel (Cima Barba d'Orsa di Fuori). Laatstgenoemde berg is echter niet gelegen in de Weißkam van de Ötztaler Alpen, maar vormt het hoogste punt van de Planeiler Bergen. De beide bergen worden van elkaar gescheiden door het 3302 meter hoge Bärenbartjoch. Startpunt voor een tocht naar de top is onder andere de Oberetteshütte, waarvandaan de klim naar de top ongeveer vierenhalf uur in beslag neemt. Ook de Weißkugelhütte kan als rustpunt dienen tijdens de tocht naar de top (tochtduur drieënhalf uur).